# Durward Lely
Durward Lely (2 de septiembre de 1852 – 29 de febrero de 1944) fue un cantante británico de ópera conocido principalmente por ser el creador de los papeles de tenor en las óperas cómicas de Gilbert and Sullivan, incluyendo el de Nanki-Poo en The Mikado.

## Vida y carrera

### Inicios
Su verdadero nombre era James Durward Lyall, y nació en Arbroath, en el condado de Angus, Escocia. Estudió canto en Milán antes de hacer su debut en el escenario, bajo el nombre de Signor Leli, en 1878 como Don José en la obre de Georges Bizet Carmen, con la compañía de ópera de James Henry Mapleson en el Teatro Her Majesty de Londres. Tras dos años de gira con Mapleson, se unió a la compañía de ópera D'Oyly Carte, y en noviembre de 1880 reemplazó a George Power en el papel de Frederic en The Pirates of Penzance. Por recomendación de Arthur Sullivan adoptó el nombre de Durward Lely.

### Tenor principal
Lely llegó a ser el primer tenor de la compañía, creando los papeles del Duque de Dunstable en Patience (1881), Conde Tolloller en Iolanthe (1882), y Cyril en Princess Ida (1884). Cuando se reestrenaron The Sorcerer y Trial by Jury en 1884, Lely hizo dos papeles, como el Acusado en Trialy como Alexis en The Sorcerer. Después fue Nanki-Poo en The Mikado (1885–87). El papel de Lely en esa ópera se dramatizó en 1999, en el film Topsy-Turvy. En 1887 Lely actuó como Richard Dauntless en Ruddigore
De los cinco papeles para tenor de Gilbert y Sullivan interpretados por Lely, cuatro no eran los héroes principales de sus respectivas óperas. Excepto por Nanki-Poo en The Mikado, Lely hizo papeles de reparto, sirviendo como contraste a la acción principal. Cuando Ruddigore dejó de representarse, Gilbert, Sullivan, y Carte decidieron que había que iniciar cambios, y Lely fue despedido. Aunque no había ninguna nueva ópera preparada, la compañía decidió organizar reposiciones de H.M.S. Pinafore y de The Pirates of Penzance, obras para las cuales consideraron que Lely no era adecuado.

### Carrera en la gran ópera
Lely dejó la organización D'Oyly Carte en 1887 cuando finalizó Ruddigore. Siguió su carrera, pero en la gran ópera, actuando junto a Adelina Patti en numerosas ocasiones, y en Carmen de nuevo, al lado de Emily Soldene. Entre 1890 y 1893, tuvo numerosos compromisos operísticos en Londres, sobre todo en el Teatro Royal de Drury Lane. Se unió nuevamente con Patti, viajando con ella por Estados Unidos en 1893–94. Después hizo gira junto a Richard Temple con Rob Roy, actuó un tiempo con su propia compañía operística, cantó en gira con la compañía Carl Rosa Opera, interpretó oratorios y cantatas, y viajó con su esposa con un espectáculo llamado "Scottish Song and Story", antes de retirarse a vivir en Escocia. También actuó en el film de 1911 Rob Roy.
Lely falleció en Glasgow el 29 de febrero de 1944.